# Alchemilla buschii
Alchemilla buschii es una especie de planta del género Alchemilla, perteneciente a la familia Rosaceae.

## Taxonomía
Alchemilla buschii fue descrita por Serguéi Yuzepchuk en 1933.

## Distribución
Se encuentra en el territorio de Crimea.